# Répertoire racine

root est le répertoire racine de ce système de fichiers

Dans les systèmes de fichiers informatiques, la racine des répertoires ou dossiers (appelé aussi la racine d'un disque) est la base des répertoires dans la hiérarchie. Il peut être imagé par un tronc d'un arbre, c'est-à-dire le point de départ de toutes les branches (de tous les répertoires/dossiers).
Pour reprendre l'analogie avec le monde réel, dans une armoire à classeurs (ou trieur), les tiroirs sont représentés comme le plus haut niveau des sous-répertoires du système de fichiers, et la pièce peut être considérée comme étant le répertoire racine. Le répertoire racine peut contenir d'autres répertoires mais il ne peut être contenu, du moins dans ce système de fichiers.
Note : dans les systèmes d'exploitation populaires comme Microsoft Windows et Unix, il est possible de placer des fichiers dans la racine du disque. 
Sous Unix, la racine des répertoires est notée /. Toutes les entrées, y compris les partitions montées, sont placées de façon hiérarchique, comme les branches d'un arbre, par rapport à la partition racine. Cependant, sous DOS et Windows, chaque partition (ou lecteur) possède une racine (C:\ pour la partition principale par défaut sous Windows).